# كي آر أل
كي آر أل (KRL) هي لغة تمثيل معرفة، طورها دانيال ج. بوبرو وتيري فينوغراد أثناء وجودهما في بارك (وهي شركة للأبحاث العلمية والتطوير) وجامعة ستانفورد. وهي لغة قائمة على الإطار.
كانت كي آر أل محاولة لإنتاج لغة لطيفة وسهلة للقراءة والكتابة من قبل المهندسين الذين اضطروا إلى كتابة البرامج فيها، ليتمكنو من معالجتها بطريقة تشبه الذاكرة البشرية، وبالتالي يمكن أن يكون لدى المهندسين برامج الذكاء الاصطناعي تتسم بالواقعية، ولديها دلالات أساسية راسخة مثل اللغات المنطقية، بمعنى توفير كل شيء بمكان واحد، كل ما يحتاج المهندسين في لغة واحدة. وأعتقد أنه -بعد فوات الأوان- أنها تعثرت بسبب محاولة توفير كل هذه الميزات في وقت واحد.

## لزيادة الإطلاع
- "نظرة عامة على KRL، لغة تمثيل المعرفة"،DG Bobrow and T. Winograd ،Cognitive Sci 1: 1 (1977).
- دانيال جي بوبرو، تيري فينوغراد، نظرة عامة على KRL، لغة تمثيل المعرفة، مذكرة مختبر الذكاء الاصطناعي في ستانفورد AIM 293  1976.